# Елин Пелин (нос)
Вижте пояснителната страница за други значения на Елин Пелин.
Носът Елин Пелин (на английски: Elin Pelin Point) е скалист морски нос на северозападния бряг на остров Смит, разположен 4,6 км на север-североизток от нос Джеймс и 4,8 км на юг-югозапад от нос Листа.
Координатите му са: 63°03′35″ ю. ш. 62°40′45″ з. д. / 63.059722° ю. ш. 62.679167° з. д..
Наименуван е на българския писател Елин Пелин (Димитър Стоянов, 1877 – 1949), както и във връзка с град Елин Пелин и село Гара Елин Пелин в Западна България. Името е официално дадено на 12 август 2008 г.
Българско картографиране от 2009 г.

## Карти
- Л. Иванов. Антарктика: Остров Ливингстън и острови Гринуич, Робърт, Сноу и Смит. Топографска карта в мащаб 1:120000. Троян: Фондация Манфред Вьорнер, 2009. ISBN 978-954-92032-4-0